# Leichtathletik-Europameisterschaften 1962/Marathon der Männer

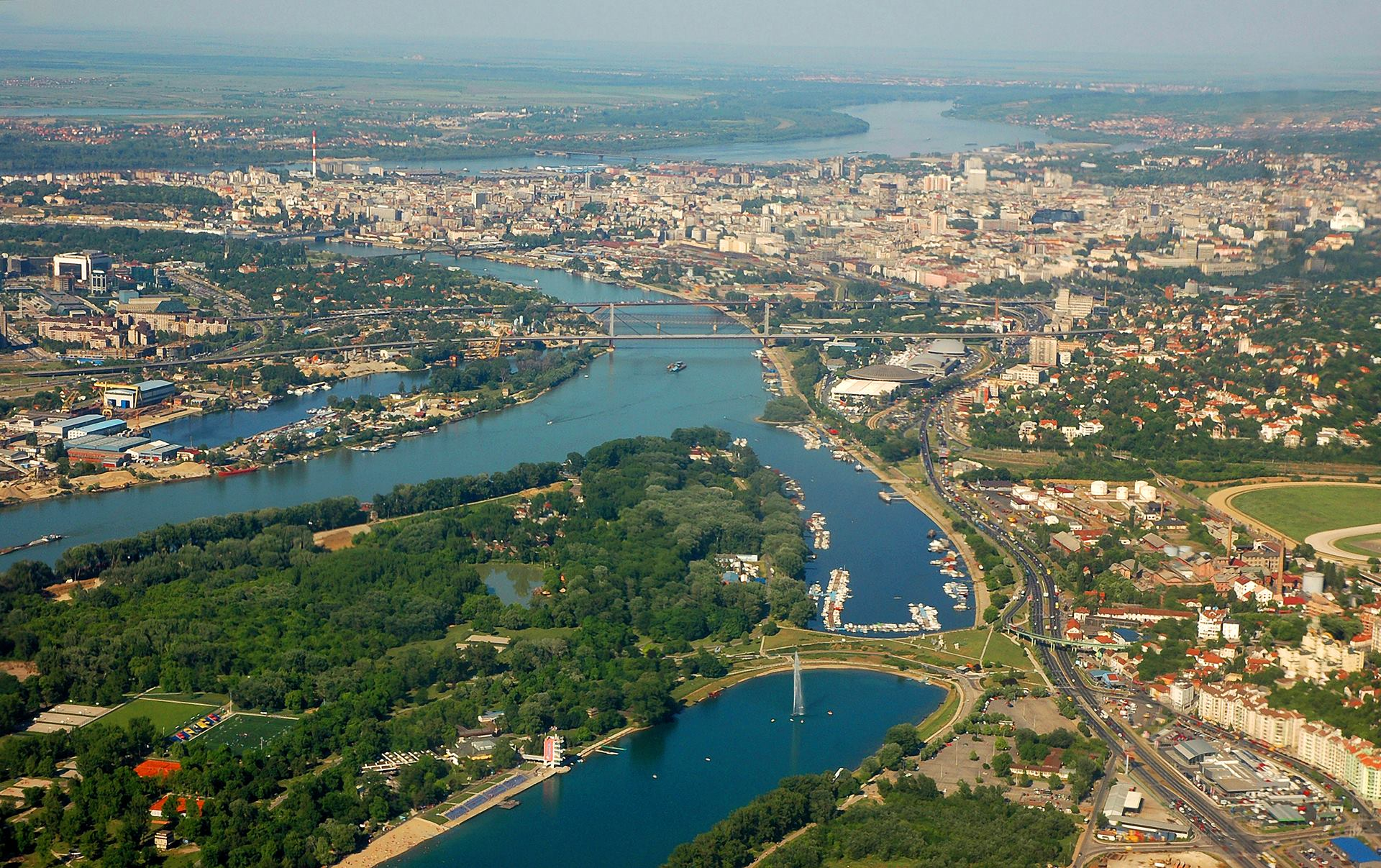
Blick auf Belgrad im Jahr 2008

Anmerkung:
Rekorde wurden damals im Marathonlauf und Straßengehen wegen der unterschiedlichen Streckenbeschaffenheiten mit Ausnahme von Meisterschaftsrekorden nicht geführt.
Der Marathonlauf der Männer bei den Leichtathletik-Europameisterschaften 1962 fand am 16. September 1962 in Belgrad, Jugoslawien, statt.
Der Brite Brian Kilby gewann das Rennen in 2:23:18,8 h. Vizeeuropameister wurde der Belgier Aurèle Vandendriessche vor Wiktor Baikow aus der Sowjetunion.
Die beiden deutschen Leichtathletik-Verbände traten bei diesen Europameisterschaften noch einmal als gemeinsame Mannschaft auf. Bei Ausscheidungswettkämpfen hatten sich mit Bruno Bartholome und Gerhard Hönicke zwei Athleten aus der DDR und mit Werner Zylka einer aus der Bundesrepublik Deutschland für die EM-Teilnahme qualifiziert.

## Bestehende Rekorde / Bestleistungen
Anmerkung:
Rekorde wurden damals im Marathonlauf und Straßengehen wegen der unterschiedlichen Streckenbeschaffenheiten mit Ausnahme von Meisterschaftsrekorden nicht geführt.
| Weltbestzeit         | Abebe Bikila | 2:15:16,2 h | Olympischer Marathon von Rom, Italien | 10. September 1960 |
| Europabestzeit       | Sergei Popow | 2:15:17,0 h | EM in Stockholm, Schweden             | 24. August 1958    |
| Meisterschaftsrekord | Sergei Popow | 2:15:17,0 h | EM in Stockholm, Schweden             | 24. August 1958    |

Der bestehende EM-Rekord wurde bei diesen Europameisterschaften nicht erreicht. Die Siegerzeit von 2:23:18,8 h lag um 8:01,8 min über dem Meisterschaftsrekord, gleichzeitig Europabestzeit. Zur Weltbestzeit fehlten 8:02,6 min.

## Ergebnis

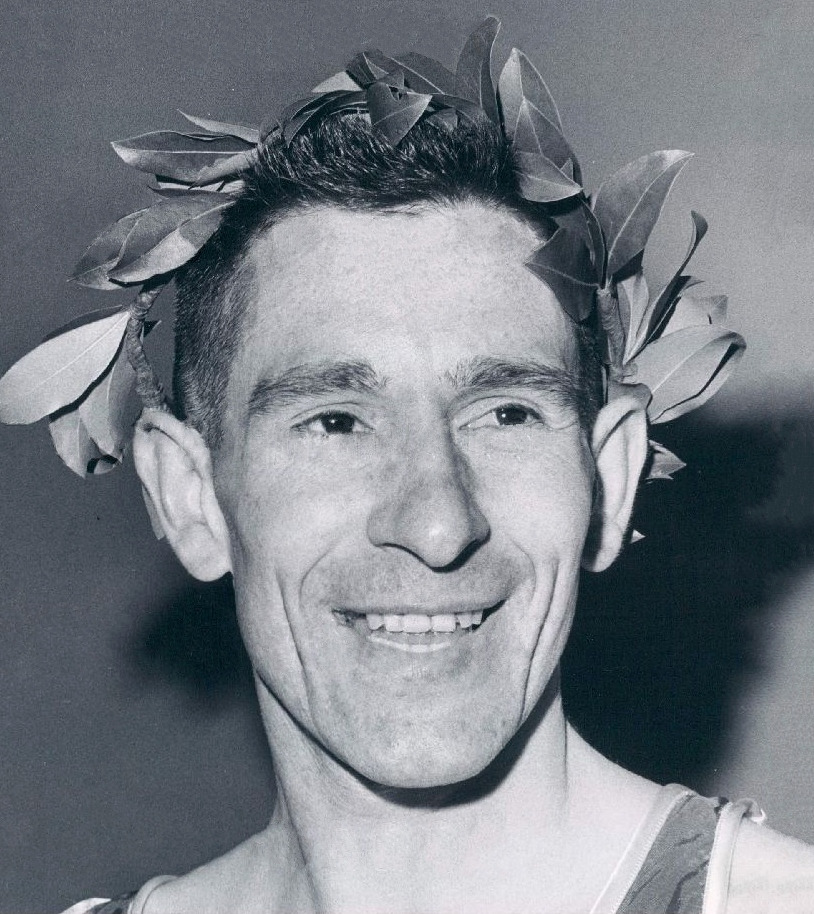
Silbermedaillengewinner Aurèle Vandendriessche
(hier als Sieger des Boston-Marathons 1964)

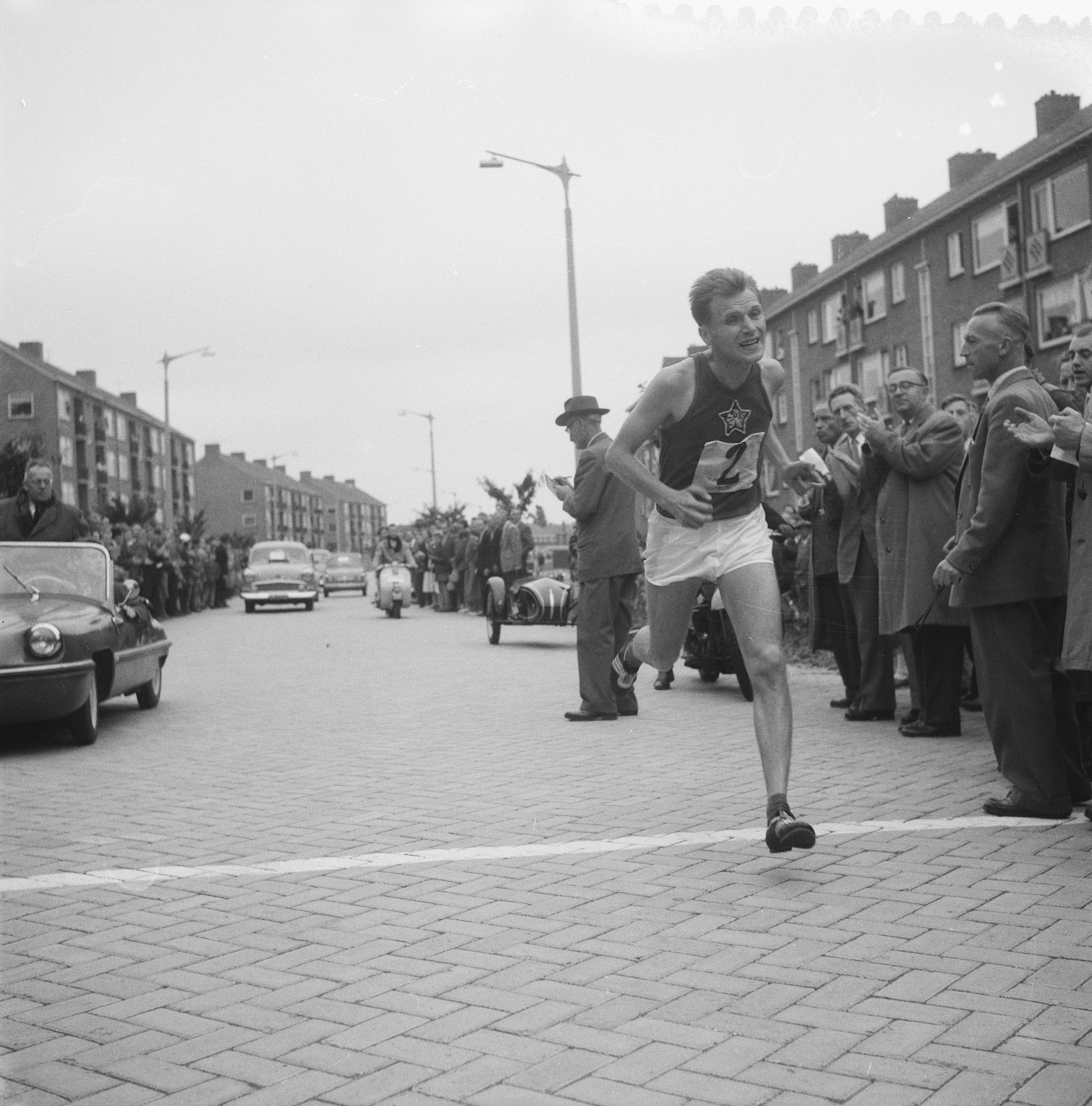
Pavel Kantorek – Rang fünf

| Platz | Athlet                 | Land             | Zeit (h)  |
| ----- | ---------------------- | ---------------- | --------- |
|       | Brian Kilby            | Großbritannien   | 2:23:18,8 |
|       | Aurèle Vandendriessche | Belgien          | 2:24:02,0 |
|       | Wiktor Baikow          | Sowjetunion      | 2:24:19,8 |
| 04    | Alistair Wood          | Großbritannien   | 2:25:57,8 |
| 05    | Pavel Kantorek         | Tschechoslowakei | 2:26:54,4 |
| 06    | Sergei Popow           | Sowjetunion      | 2:27:46,8 |
| 07    | Thyge Thøgersen        | Dänemark         | 2:30:04,8 |
| 08    | Ivan Mustapić          | Jugoslawien      | 2:30:23,4 |
| 09    | Stanisław Ożóg         | Polen            | 2:30:32,2 |
| 10    | Václav Chudomel        | Tschechoslowakei | 2:30:33,0 |
| 11    | Tenho Salakka          | Finnland         | 2:33:00,0 |
| 12    | Eino Oksanen           | Finnland         | 2:33:40,8 |
| 13    | Albert Messitt         | Irland           | 2:34:55,2 |
| 14    | Franjo Škrinjar        | Jugoslawien      | 2:36:14,8 |
| 15    | Béla Szalay            | Ungarn           | 2:36:38,0 |
| 16    | Bruno Bartholome       | Deutschland      | 2:37:37,6 |
| 17    | Gerhard Hönicke        | Deutschland      | 2:43:31,6 |
| 18    | Evert Nyberg           | Schweden         | 2:44:55,8 |
| 19    | Paul Genève            | Frankreich       | 2:45:08,0 |
| 20    | Werner Zylka           | Deutschland      | 2:47:40,0 |
| 21    | Guido Vögele           | Schweiz          | 2:48:11,6 |
| 22    | Niilo Sorrela          | Finnland         | 2:48:43,2 |
| DNF   | Nikolai Rumjanzew      | Sowjetunion      |           |
| DNF   | Ron Hill               | Großbritannien   |           |
| DNF   | Miguel Navarro         | Spanien          |           |
| DNF   | Franjo Mihalić         | Jugoslawien      |           |
| DNF   | Haydar Erturan         | Türkei           |           |
| DNF   | Salvatore Cuccuru      | Italien          |           |

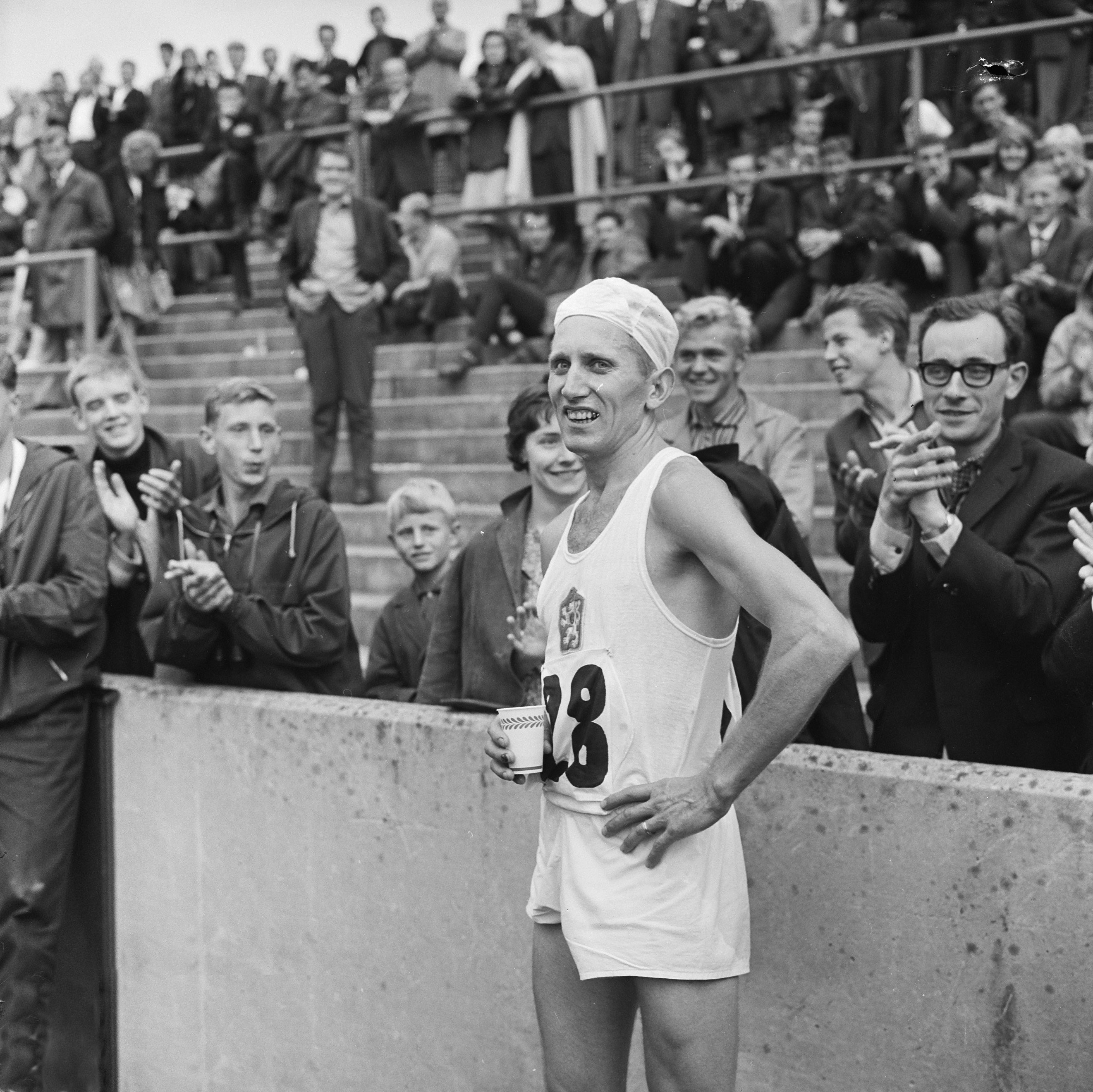
Václav Chudomel – Platz zehn
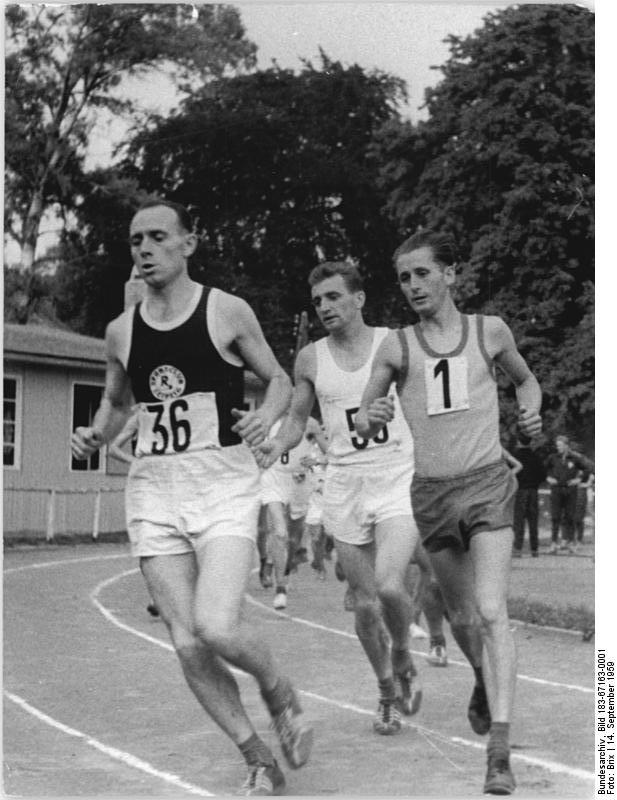
Bruno Bartholome (auf dem Foto ganz links) – Platz sechzehn
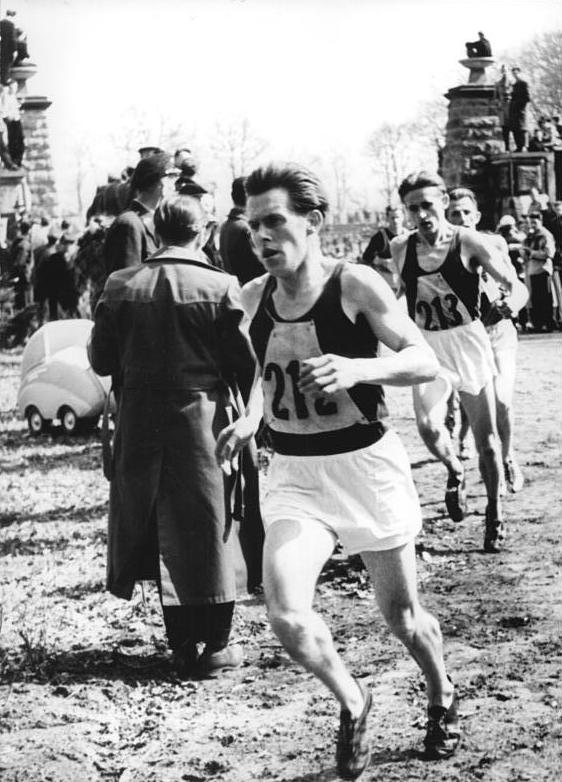
Gerhard Hönicke – Platz siebzehn

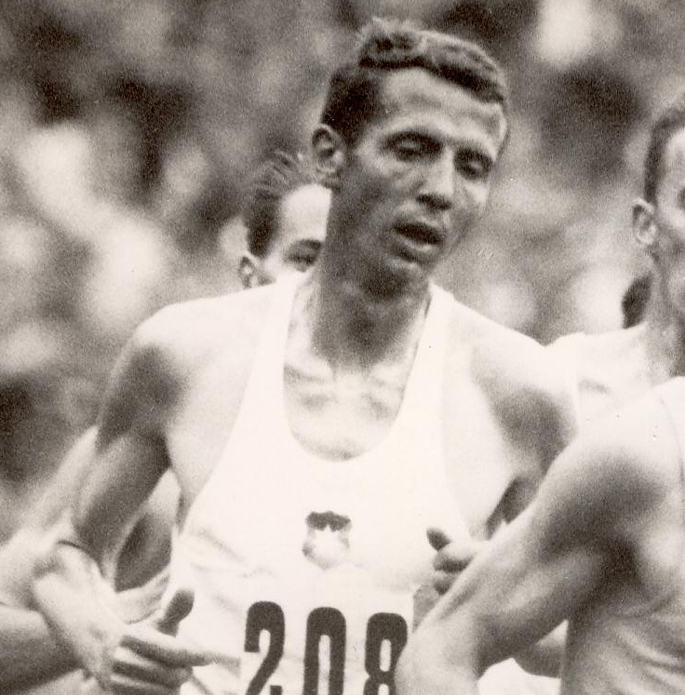
Evert Nyberg – Platz achtzehn
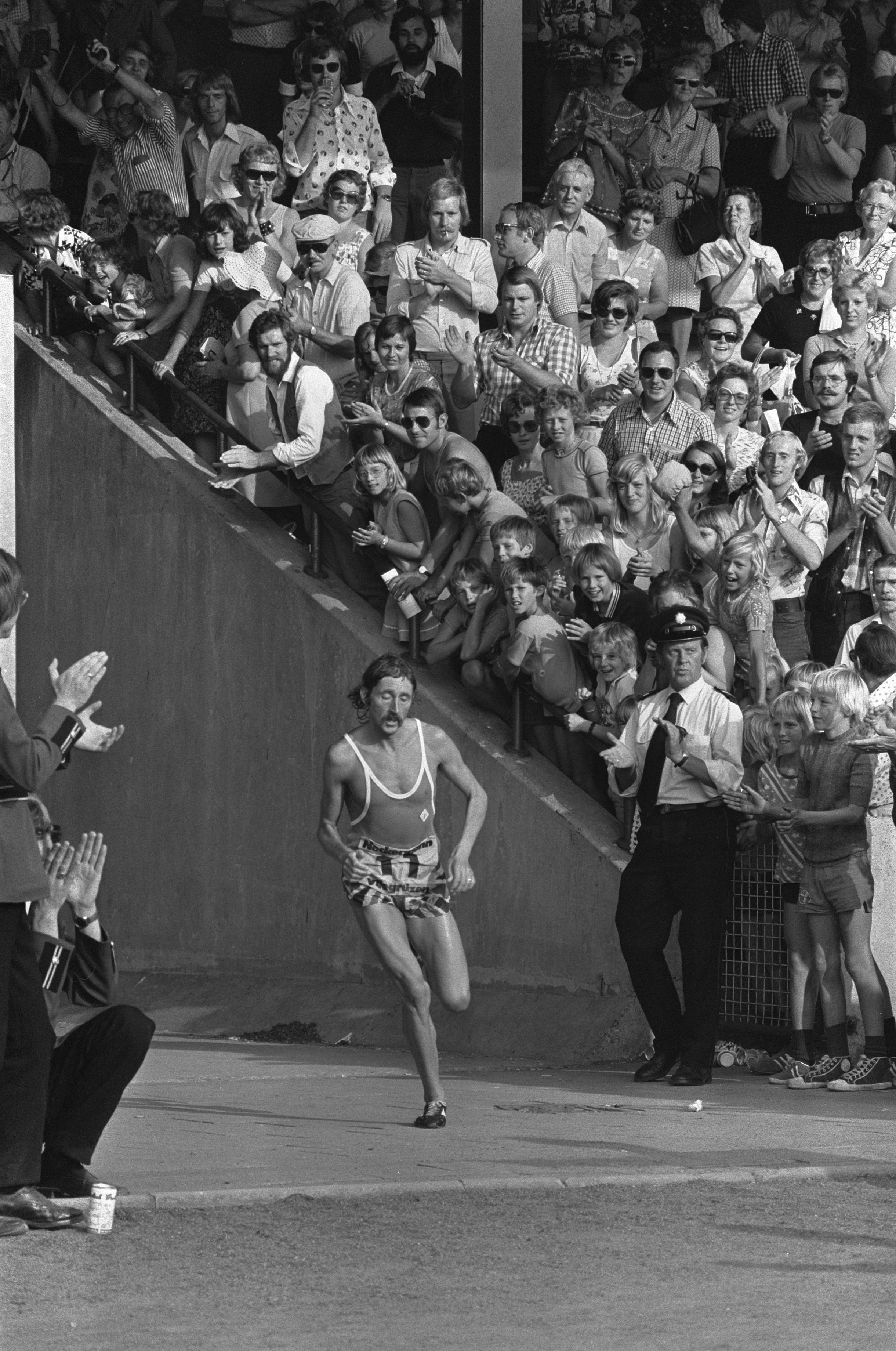
Ron Hill – Rennen nicht beendet
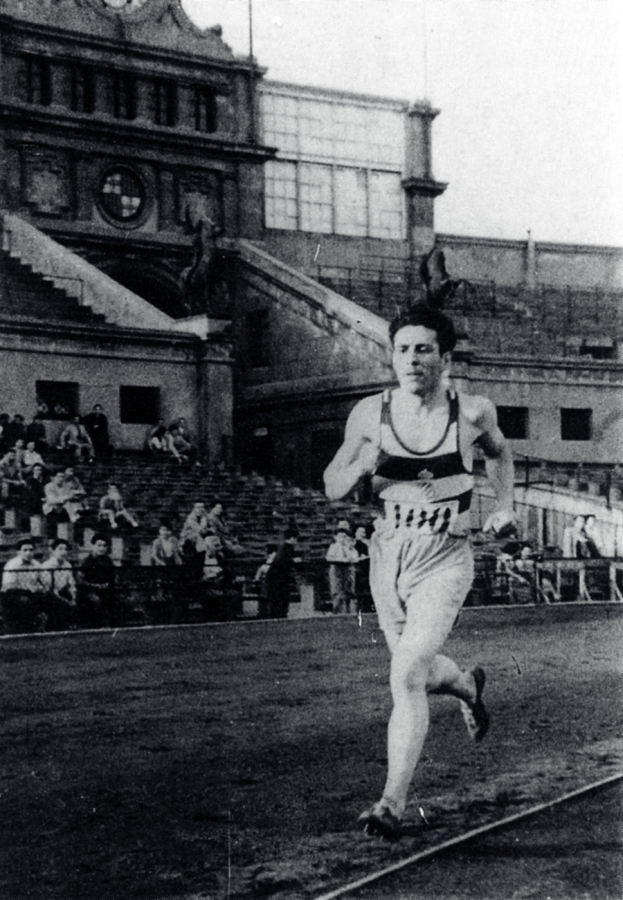
Miguel Navarro – Rennen nicht beendet
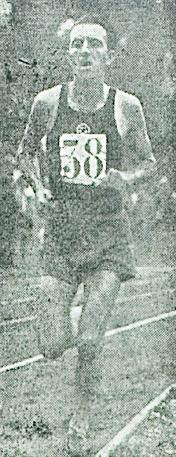
Franjo Mihalić – Rennen nicht beendet